# Stanisław Krzysztof Tuczyński de Wedel
Stanisław Krzysztof Tuczyński de Wedel, Stanislaus Christoph von Wedel-Tütz, Stanisław Krzysztof Wedel-Tuczyński (* 1632/39 in Tütz; † 25. April 1695 ebenda) war ein polnischer Offizier und Senator.

## Leben
Wedel-Tuczyński war ein Sohn des polnischen Großgrundbesitzers und Unterkämmerers von Inowrocław, Andrzej Wedel-Tuczyński (1602–1641), und der Marianna Leszczyńska, einer Tochter des Großkanzlers Wacław Leszczyński (1575–1628) und Schwester des polnischen Primas Andrzej Leszczyński. Der Rekatholisator des Tützer Landes, Stanisław Krzysztof Tuczyński de Wedel, war sein Großvater. Wie dieser studierte er Philosophie an der Universität Ingolstadt[1], bei der er zwischen 1656 und 1659 als Student verzeichnet ist. Nach seiner Rückkehr trat Wedel den Besitz von Bentschen an und 1662 den von Tütz.
Zwischen 1661 und 1672 war er Truchseß von Inowrocław. 1669 war er Abgeordneter zum Sejm anlässlich der Wahl von König Michał Korybut Wiśniowiecki. Auch am allgemeinen Sejm des Jahres 1670 nahm er als Abgeordneter teil. Ab 1682 war er bis zu seinem Tode Kastellan von Gnesen und als solcher zugleich Senator.
Als Kavallerieoffizier nahm Wedel an verschiedenen Kampagnen der polnischen Kronarmee teil. So führte er 1673 als Rittmeister ein gepanzertes Reiterregiment in der Schlacht bei Chotyn am Dnister gegen die osmanische Armee. Seine Leistungen wurden vom damaligen Großhetman, dem einige Monate später zum König gewählten Jan Sobieski, öffentlich gewürdigt. Offenbar in Anerkennung seiner militärischen Verdienste wurde Wedel-Tuczyński 1676 Landrat von Pyzdry und war zwischen 1679 und 1681 Landrat im gleichfalls großpolnischen Kreis Powidz. Nochmals unter der Führung von Jan III. Sobieski kämpfte er am 12. September 1683 gegen die Türken vor Wien.
In erster Ehe war er verheiratet mit Konstancja Prusimska, einer Tochter von Krzysztof Prusimski h. Nałęcz, in zweiter mit Apolonia Smogulecka. Auf deren Bitte stellten die Jesuiten aus Wałcz, als Wedel-Tuczyński 1695 verstarb, zwei Priester, die vier Monate am Sarg die Totenwache hielten. Die Jesuiten hatten, obwohl ihr Verhältnis zu Wedel-Tuczynski nicht so konfliktfrei war wie das seines Großvaters, bereits seit etwa 1690 für einige Jahre einen Hausgeistlichen nach Tütz entsandt. 
Beiden Ehen entstammten vier Kinder. Die Volljährigkeit erreichten zwei Töchter und der spätere Landrat Andrzej Tuczyński de Wedel, mit dem die Familie, an die seit 2009 die Tützer Grundschule (Szkoła Podstawowa im. Wedlów-Tuczyńskich w Tucznie) erinnert, im Jahr 1717 ausstarb. 